# Ioan Paricidul

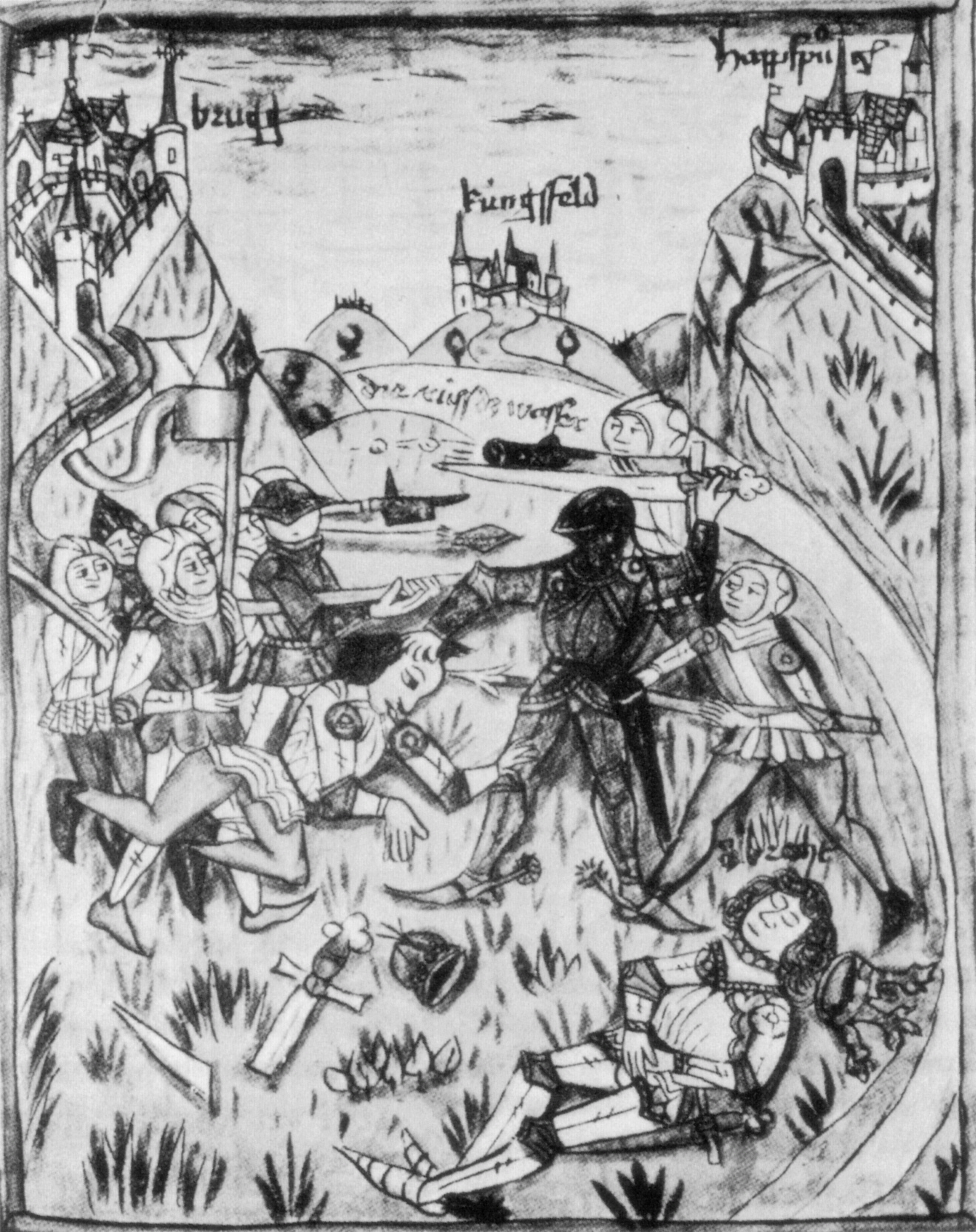
Asasinarea regelui Albert I („Cronica austriacă a celor 95 de domnitori”, sfârșitul secolului al XIV-lea)

Ioan de Suabia supranumit Paricidul (din latină: parricida; n.c. 1290 – d. probabil 13 decembrie 1313, Pisa), aparținând Casei de Habsburg, a fost duce al Suabiei și nepotul și ucigașul regelui romano-german Albert I.

## Biografie
Ioan a fost fiul ducelui Rudolf al II-lea de Habsburg, ducele Suabiei (d. 1289) și al soției sale, Agnes (d.1296), fiica regelui Ottokar al II-lea al Boemiei.
Ioan s-a născut puțin înainte sau după moartea tatălui său, Rudolf. El și-a petrecut copilăria între Brugg (lângă Aare) și Boemia. Numele lui Ioan apare la Brugg într-un document datat 1 aprilie 1294 sub titulatura de prinț, document prin care el primea titlul de duce al Suabiei.
După moartea mamei sale (17 mai 1296) începând din 1306 Ioan i-a cerut unchiului său, regele Albert I, drepturile compensatoare ce îi reveneau tatălui său, Rudolf, ca urmare a renunțării la co-guvernarea ducatelor Austria și Stiria, potrivit Contractului de la Rheinfelden din 1 iunie 1283, drepturi pe care nu le primise niciodată. De asemenea, Ioan reclama fostele proprietăți ale familiei Kyburg din jurul orașelor Lenzburg și Baden (ambele aflate în cantonul Argovia) pe care mama sa Agnes le primise ca văduvă (denumite generic: „Wittum”), și pe care Albert le administra în continuare ca tutore. Situația a continuat până în 1308 deși Ioan atinsese vârsta majoratului. 
Deoarece Albert a amânat în mod repetat îndeplinirea obligațiilor sale, iar Ioan era batjocorit fiind numit „Prințul fără de țară” , acesta a conspirat împreună cu un grup de cavaleri nobili din Suabia (Rudolf de Wart, Rudolf  de Balm, Walter de Eschenbach și Konrad de Tegerfelden) împotriva regelui pe care l-au ucis pe 1 mai 1308 la Königsfelden lângă Brugg, între râurile Aare și Reuss (astăzi în cantonul Argovia din Elveția).
Când asasinii l-au atacat, Albert se îndrepta spre castelul Habsburg (Habichtsburg) unde se afla soția sa și unde urma să se întâlnească cu prinții imperiului pentru a organiza o nouă campanie militară împotriva regelui Boemiei. Nepotul său l-a ucis cu o lovitură la cap. Cu o seară înainte, Ioan de Suabia fusese prezent la un banchet dat de Albert la Winterthur. La o oră târzie, oaspeților lui Albert li s-a înmânat din ordinul acestuia, câte o coroniță din flori. Ioan a aruncat coronița în fața unchiului său, strigând că este prea bătrân pentru a se mulțumi în continuare cu flori și că vrea să primească ceea ce i se cuvine. Ospățul s-a încheiat înainte de vreme.
Ioan și conspiratorii săi au fugit. Anul următor, în septembrie 1309 noul rege romano-german, Henric al VII-lea (de Luxemburg), i-a declarat proscriși în Speyer, iar proprietățile lor au fost confiscate.
În 1312 la Pisa, îmbrăcat în haine de călugăr augustin, Ioan de Suabia s-a aruncat la picioarele regelui Henric al VII-lea implorându-l să-l grațieze. Henric i-a ridicat interdicția imperială, iar Ioan a fost trimis la mănăstirea benedictină Sf. Nicolae din Pisa. El a murit în 1313, probabil pe 13 decembrie, și a avut o înmormântare demnă de un prinț.

## Tanspuneri în literatură
Friedrich Schiller a preluat subiectul în drama sa „Wilhelm Tell”. Ioan Paricidul apare în prima scenă din actul al 5-lea:
„Stauffacher
Este sigur. Regele Albert a căzut la Bruck
De mâna unui criminal - un om demn de încredere,
Johannes Müller a adus știrea de la Schaffhausen.
Walther Fürst
Cine a făcut ceva așa de îngrozitor?
Stauffacher
Fapta e și mai îngrozitoare prin făptuitor.
Era nepotul său, copil al fratelui său,
Ducele Ioan al Suabiei, e cel ce asta a făcut.”
În a doua scenă a actului al 5-lea, Ioan Paricidul apare în casa lui Wilhelm Tell și îi cere ajutor. Ca și el, Tell se răzbunase pe dușmanul său, guvernatorul Gessler. Totuși, Tell respinge acest argument deoarece în ochii lui Ioan este un criminal, în timp ce el însuși își apăra familia, însă îl ajută arătându-i drumul spre Italia și sfătuindu-l să ceară papei absolvirea de păcate.
Annette von Droste-Hülshoff preia subiectul sorții lui Ioan Paricidul în balada ei Der Graf von Thal (Contele de Thal). Acesta plănuiește o crimă pentru a se  răzbuna pe unchiul soției sale. Femeia, de o loialitate incontestabilă față de soțul ei, află acest lucru. Ea îl imploră și îl avertizează pe soțul ei, cântându-i o melodie pe care a auzit-o de la un menestrel și care era cântată în partea nordică a regatului. Acest cântec este reprodus în baladă în trei strofe care au rimă și măsura metrică diferite față restul versurilor.
Johann Nepomuk Vogl a scris balada Călugărul din Pisa despre presupusul sfârșit al vieții lui Ioan Paricidul la mănăstirea din Pisa. Carl Loewe a dedicat compoziția sa op.114 versurilor aceastei balade.

## Drame istorice
- August Gottlieb Meißner : Johann von Schwaben. Piesă de teatru. - Leipzig 1780
- Wilhelm Ferdinand Zernecke: Johann von Schwaben. Tragedie în cinci acte. - Berlin 1830
- Rudolf Neumeister: Johann von Schwaben. Tragedie în cinci acte. - Leipzig 1841
- Moritz Blanckarts : Johann von Schwaben. Dramă istorică în cinci acte - Dresda, Meinhold, 1863
- Julius Grosse : Johann al Suabiei. Tragedie în 5 acte. - Leipzig, Weber 1870